# 杨汉先
杨汉先（1913年—1998年），贵州威宁人，中华人民共和国政治人物。
担任贵州省人民政府委员，贵州省民族事务委员会副主任。1954年，当选第一届全国人民代表大会代表。